# Menas
Der heilige Menas (griechisch Μηνάς, koptisch Ⲁⲃⲃⲁ Ⲙⲏⲛⲁ; † 295 oder 296 oder 309) wurde vermutlich im 3. Jahrhundert n. Chr. in Ägypten geboren und hingerichtet.

## Hintergrund
Nach einer kirchlichen Überlieferung war er ein ägyptischer Soldat, der später als Einsiedler in Phrygien lebte und nach seinem öffentlichen Bekenntnis zum Christentum verhört, gefoltert und hingerichtet wurde, und zwar im Zuge der Christenverfolgungen durch Diokletian. Seine Reliquien sollen von dort nach Ägypten gebracht und bestattet worden sein, „wo die Kamele stehen bleiben“. Nach einer anderen Legende soll er erst im Jahre 309 n. Chr. den Märtyrertod gestorben sein.
Als Heiliger wird er besonders in der koptischen Kirche verehrt. Die um sein Grab, das rund 40 km südwestlich von Alexandria liegt, im 5. und 6. Jahrhundert entstandene Stadt Abu Mena (Menasstadt) war bis zum 10. Jahrhundert ein bedeutender Wallfahrtsort. Seit 1961 werden dort Ausgrabungen durch das Deutsche Archäologische Institut durchgeführt. Seit 2001 steht Abu Mena auf der Roten Liste der UNESCO.
In der katholischen Kirche wird Menas als Patron der Kaufleute zur Wiederauffindung verlorener Gegenstände und in schwerer Not verehrt. Sein Fest ist der 11. November.

## Ikonographie

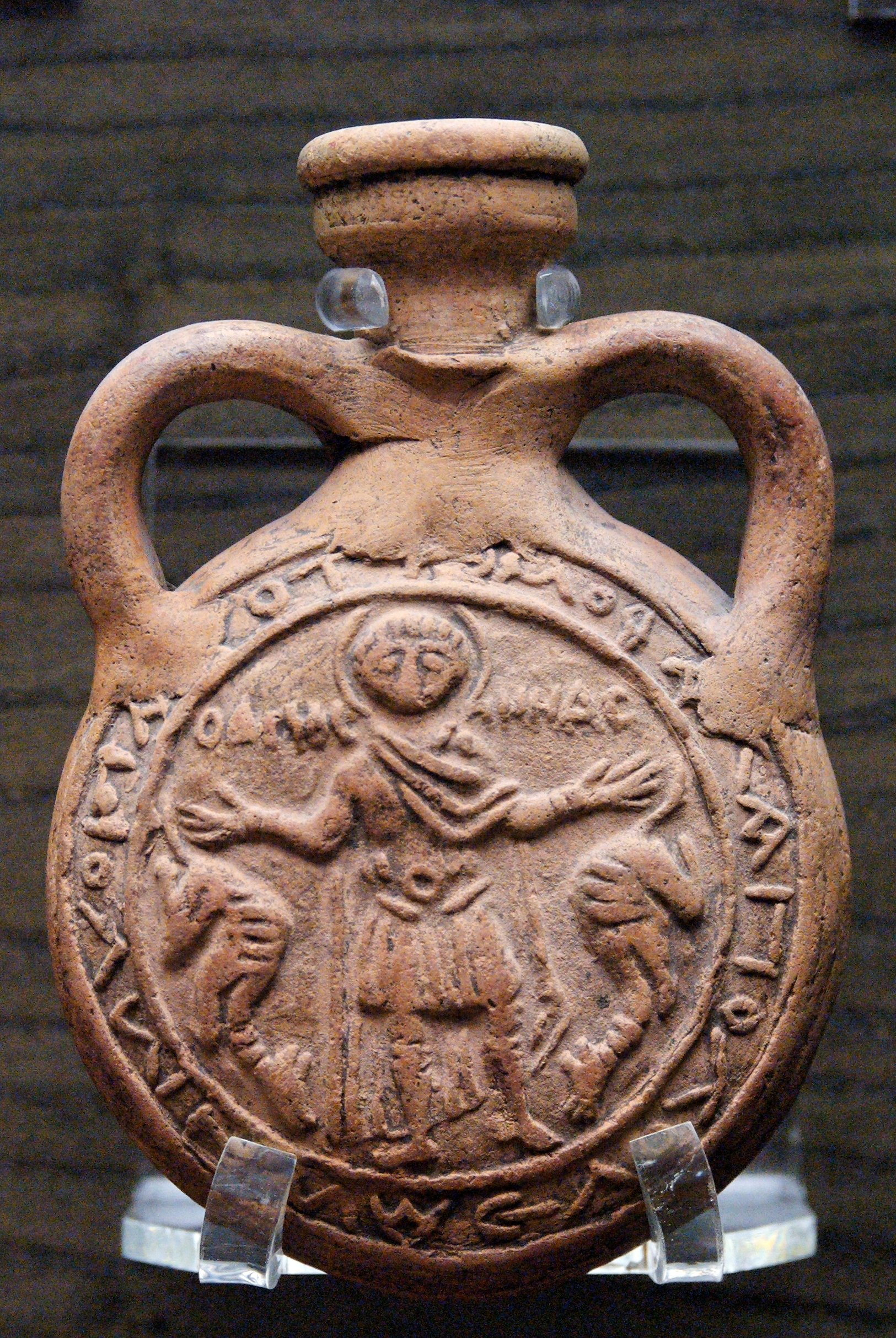
Pilgerflasche mit dem heiligen Menas zwischen zwei Kamelen (Paris, Louvre)

Menas wird als Soldat auf dem Pferd, als Drachentöter, zusammen mit Kamelen oder mit einer Hand über einer offenen Flamme dargestellt.
Der hl. Menas ist nicht zu verwechseln mit dem Abt Menas, welcher auf der „Ikone der Freundschaft“ Christus und Abbas Menas dargestellt ist.

## Patrozinien
- Koblenz-Stolzenfels: Pfarrkirche St. Menas, einziges Kirchenpatrozinium nördlich der Alpen.
- Kloster des Sankt Minas von Kes, Armenien
- Griechisch-Orthodoxe Kathedrale in Heraklion, Kreta
- St. Menas (Istanbul)
- Agios Minas (Neo Chorio), Zypern